# Оганесян Юрій Цолакович
Ю́рій Цола́кович Оганеся́н (рос. Оганесян Юрий Цолакович; нар. 14 квітня 1933) — радянський та російський фізик, доктор фізико-математичних наук. Академік РАН (2003), член-кореспондент АН СРСР (1980). Учень Г. М. Фльорова.
У 2016 році IUPAC назвав хімічний елемент з атомним номером 118 його іменем — оганесон.

## Нагороди
- Орден «За заслуги перед Вітчизною» 3-го ступеня (2003)
- Орден «За заслуги перед Вітчизною» 4-го ступеня
- Орден Пошани
- Орден Трудового Червоного Прапора
- Орден Дружби народів
- Орден «Знак Пошани»
- Медаль «У пам'ять 850-річчя Москви»
- Медаль «В ознаменування 100-річчя з дня народження Володимира Ілліча Леніна»

- Орден «За заслуги перед Польщею» (Офіцерський Хрест)
- Медаль «Дружба»[ru] (Монголія)

- Премія Ленінського комсомолу
- Державна премія СРСР (1975)
- Державна премія Росії (2010)

- Премія Курчатова АН СРСР (1989)
- Премія Фльорова ОІЯД (1993)
- Премія Гумбольдта (1995)
- Премія Лізи Майтнер[de] (2000)
- Премія МАВК «Наука/Интерпериодика» (2001)